# Fissidens nanellus
Fissidens nanellus là một loài Rêu trong họ Fissidentaceae. Loài này được Sakurai mô tả khoa học đầu tiên năm 1954.